# Фрідріх Драке
Йоганн Фрідріх Драке (нім. Johann Friedrich Drake; 23 червня 1805, Бад-Пірмонт — 6 квітня 1882, Берлін) — німецький скульптор, учень Крістіана Даніеля Рауха, видатний представник берлінської скульптурної школи. Найвідоміша робота Драке — статуя Вікторії на берлінській колоні Перемоги.

## Біографія
Син механіка, Фрідріх Драке вчився на токаря в Міндені, працював в батьковій майстерні й у вільний час створював копії відомих скульптур, які користувалися успіхом і добре продавалися. За протекцією одного з родичів Фрідріх був прийнятий в берлінську майстерню Рауха. У Берліні Драке відвідував заняття в Королівській академії мистецтв і асистував Рауху в майстерні. Першими власними роботами Драке стали «Мадонна», барельєф за мотивами 5-й елегії Гете і його перше велике замовлення — величезна статуя Юстуса Мезера для міста Оснабрюка. Отриманий гонорар дозволив Драке вирушити в обов'язкову для німецьких художників поїздку по Італії. У Римі Драке з рекомендаційним листом Рауха відвідав данського скульптора Бертеля Торвальдсена. 1837 року Драке повернувся в Берлін і був обраний в члени Прусської академії мистецтв, відкрив власну майстерню і запросив до себе з Пирмонт в помічники братів Георга і Луї і сестру Кароліну. Коли Кароліна вийшла заміж за художника Едуарда Маєргайма, Драке в 1843 році одружився з уродженкою Гамбурга Лізетт Шенхерр, у шлюбі з якою народилося шестеро дітей. У 1847 році Драке отримав титул королівського професора. У 1852—1866 роках викладав в Прусської академії мистецтв. У 1863 році був нагороджений орденом Pour le Mérite за науку і мистецтво. Майстерня Драке отримувала численні замовлення. Король Пруссії Фрідріх Вільгельм IV замовив Драке пам'ятник своєму батькові Фрідріху Вільгельму III, який в 1849 році був встановлений в Тіргартені. До 400-річного ювілею Філіппа Меланхтона в 1855 році місто Віттенберг замовило Драке пам'ятник сподвижникові Лютера, щоб встановити його поряд з пам'ятником Лютеру роботи Йоганна Готфріда Шадова. 4 липня 1876 року, до 100-річчя проголошення незалежності США в Філадельфії був відкритий пам'ятник досліднику Америки Олександру Гумбольдту роботи Драке. Роботи Драке брали участь не тільки в академічних, а й міжнародних виставках. У 1873 році відбулося урочисте відкриття берлінської колони Перемоги, для якої Драке створив позолочену фігуру Вікторії висотою в 8,3 м, що отримала у берлінців прізвисько «Золота Ельза».